# Harry Bolus
Pour les articles homonymes, voir Bolus.
Harry Bolus, né le 28 avril 1834 à Nottingham, en Angleterre, et mort le 25 mai 1911  à Oxford, Surrey, est un botaniste, explorateur, illustrateur botanique, entrepreneur et philanthrope sud-africain. Il était actif dans la communauté scientifique et membre et président de la Société philosophique sud-africaine (plus tard la Société royale d'Afrique du Sud).

## L'Herbier Bolus
Il a légué son herbier et sa bibliothèque à l'université du Cap.